# Рыжье
Рыжье или Рыжее, также Покровское — озеро в Пограничной волости Красногородского района Псковской области, в 17 км к югу от Красногородска.
Площадь — 1,1 км² (109,0 га). Максимальная глубина — 4,0 м, средняя глубина — 2,7 м.
Окружено болотом, подъезда нет. Ближайшие к озеру населённые пункты: деревни Рушково и Рыжнево (в 3 км к западу). В 4 км к западу находится волостной центр деревня Покровское.
Слабосточное. Относится к бассейну реки Синяя, притока реки Великой.
Тип озера плотвично-окуневый. Массовые виды рыб: щука, плотва, окунь, густера, карась, вьюн.
Для озера характерны: дно илистое, закоряжено, есть сплавины.